# Cyperus intricatus
Cyperus intricatus är en halvgräsart som beskrevs av Heinrich Adolph Schrader och Schult.. Cyperus intricatus ingår i släktet papyrusar, och familjen halvgräs. Inga underarter finns listade i Catalogue of Life.